# Hapalop
Els hapalops (Hapalops) són un gènere extint de peresós terrestre de l'Oligocè tardà que visqué en allò que avui en dia és Sud-amèrica.
Tenint en compte que està emparentat amb el megateri, Hapalops era molt més petit, fent 1 metre de longitud. Com la majoria de peresosos terrestres es classifica com a peresós terrestre, però es creu que la mida més petita de Hapalops li permetia enfilar-se i adoptar comportaments d'escalada. Tenia un cos robust, crani curt i extremitats allargades amb urpes grans i corbes. Quan aquest animal es desplaçava per terra probablement ho feia caminant sobre els nusos dels dits de les seves extremitats anteriors, com un goril·la. Hapalops tenia poques dents, cap incisiva, les mandíbules incloïen només quatre parells de dents.
Hapalops representa un malson taxonòmic que necessita ser revisat, a aquest gènere se li han assignat unes 30 espècies diferents, moltes de les quals semblen ser sobrants.